# The Fat of the Land
The Fat of the Land är The Prodigys tredje studioalbum, utgivet den 30 juni 1997.
Albumet var kontroversiellt när det kom, bland annat för videorna till "Firestarter" och "Smack My Bitch Up". Det är också gruppens mest framgångsrika album. Det gick direkt in på Billboardlistans förstaplats för mest sålda album i USA (Billboard 200), vilket är unikt för ett album med elektronisk musik. Det låg etta även på Storbritanniens, Australiens, Kanadas och Sveriges albumtopplistor. Det utnämndes 1999 av Guinness rekordbok till det snabbast säljande albumet i Storbritannien.

## Låtförteckning
| Nr           | Titel                                      | Längd |
| ------------ | ------------------------------------------ | ----- |
| 1.           | Smack My Bitch Up (featuring Shahin Badar) | 5:42  |
| 2.           | Breathe                                    | 5:35  |
| 3.           | Diesel Power (featuring Kool Keith)        | 4:17  |
| 4.           | Funky Shit                                 | 5:16  |
| 5.           | Serial Thrilla                             | 5:11  |
| 6.           | Mindfields                                 | 5:40  |
| 7.           | Narayan (featuring Crispian Mills)         | 9:05  |
| 8.           | Firestarter                                | 4:41  |
| 9.           | Climbatize                                 | 6:38  |
| 10.          | Fuel My Fire (L7-cover; featuring Saffron) | 4:19  |
| Total längd: | Total längd:                               | 56:27 |

| 11. | Molotov Bitch | 4:56 |
| 12. | No Man Army   | 4:10 |